# Pastel vasco
El pastel vasco (en francés gâteau basque en euskera biskotxa o pastiza) es un postre cuyo origen está en la región vasco-francesa de Lapurdi. 
Consta de una masa de pasta de harina, manteca y huevos que se rellena generalmente de crema pastelera, aunque también los hay rellenos de albaricoques o de alguna fruta. Su origen se encuentra en el siglo XVIII en la localidad labortana de Cambo, cuando estaba relleno de fruta como higos, moras y cerezas de Itsasu. A partir del siglo XIX se empezó a rellenar de crema pastelera.
A la versión francesa se le suele poner una capa de mermelada o alguna confitura.

## Descripción
Por lo general, el pastel vasco se construye a partir de capas de un pastel a base de harina de trigo (una masa de masa de azúcar y mantequilla, en este caso pâte sablée, no brisée) con un relleno de mermelada de cereza negra o de crema de almendra o vainilla. Se ha argumentado que solo deben utilizarse las cerezas negras originarias del País Vasco.
El tipo de masa utilizada puede variar un poco. Si la mantequilla se calienta antes de mezclarla con harina, la masa se llamará pâte sucrée. Si se hace en frío, el proceso de mezcla requerirá más trabajo y la masa se llama pâte sablée (es más desmenuzada). Las texturas resultantes son un poco diferentes pero principalmente para el catador iniciado. La harina utilizada es una harina de trigo blando con poco contenido mineral (es decir, una harina refinada, pastelería común / harina para tortas) La proporción de azúcar utilizada también varía. Pero el principio de este pastel es tener una masa suave de tipo shortbread de 3 a 6 cm de grosor rellena con una crema pastelera de almendras, también llamada frangipane, y con una capa brillante de huevo.
Es tradicional marcar un lauburu en la parte superior si el pastel está lleno de mermelada de cereza negra, o usar un patrón de sombreado en la parte superior si está lleno de crema pastelera.

## Historia
Los orígenes de pastel vasco están fuertemente ligados a la ciudad de Cambo-les-Bains. Puede que originalmente se hiciera con pan y se llamara bistochak en el siglo XVIII. Los pescadores lo sacaron al mar. La primera comercialización conocida de la torta fue realizada por Marianne Hirigoyen en Cambo en la primera mitad del siglo XIX. Las ediciones posteriores fueron condimentadas con ron, traídas de regreso a Francia por los vascos de las Indias Occidentales.
El Festival del Pastel Vasco (Fête du Gâteau Basque) se organiza cada año en Cambo-les-Bains. Eguzkia ("sol" en euskera), una asociación para promover la calidad del pastel vasco, fue fundada en Francia en 1994. Hay un museo dedicado al pastel, Le musée du Gâteau Basque, en Sare.